# Richard Sunee
Richard Sunee (ur. 12 grudnia 1966) − maurytyjski bokser, złoty medalista igrzysk wspólnoty narodów (1998), igrzysk afrykańskich (1995), mistrz Afryki (1994) oraz olimpijczyk (1996).

## Kariera amatorska
W 1994 został mistrzem Afryki w kategorii muszej. W tym samym roku był również uczestnikiem igrzysk Wspólnoty Narodów, gdzie odpadł w ćwierćfinale, przegrywając z Duncanem Karanją.
W maju 1995 był uczestnikiem mistrzostw świata w Berlinie. Rywalizujący w kategorii muszej Sunee przegrał swoją pierwszą walkę, odpadając z rywalizacji. W tym samym roku został mistrzem igrzysk afrykańskich, pokonując w finale Boniface Mukukę.
W 1996 r. reprezentował Mauritius w kategorii muszej na igrzyskach olimpijskich w Atlancie. W swojej pierwszej walce przegrał z Albertem Pakiejewem, odpadając z dalszej rywalizacji.